# Aššur-etel-iláni
Aššur-etel-iláni (akkadsky Aššur – rytíř bohů) byl král Asýrie přibližně v období mezi roky 631 př. n. l. – 627 př. n. l. Nastoupil na trůn jako legitimní nástupce po smrti svého otce Aššurbanipala II.

## Obtíže se zdroji informací
Rekonstrukce událostí proběhnuvších za jeho vlády se ukazuje jako velmi obtížná. Jedním z hlavních problémů je kompletní absence soudobých zdrojů z centrální Asýrie a dále i nedostatek oficiálních popisů událostí (tzv. královské záznamy). Nejdůležitějším zdrojem informací pro toto období se tak stala „Nabopolassarova kronika“, ale i ta je v relevantních odkazech poměrně kusá.

## Vláda
Smrt Aššurbanipala (podle různých zdrojů 631–627 př. n. l.) otevřela cestu k těžkým bojům o trůn, které probíhaly mezi několika navzájem soupeřícími stranami. Tento spor patrně začal již dříve, ještě za Aššurbanipalova života. Vývoj samotných událostí ani přesný počet zapojených stran není zcela jasný. Co víme, je že po Aššurbanipalově smrti překročily hranice asyrské říše hordy rabujících Skytů, Kimmeriů a Médů, které zničily Aškelon a dostaly se až k hranicím Egypta. Nimrud (Kalach) byl zničen též, a pouze dokonalé opevnění uchránilo od stejného osudu i Ninive. V něm nalezli útočiště zbytky asyrské armády. Když nájezdníci oblast opustili při hledání další kořisti, byl v sousedství města vybudován nový palác. Jeho malé rozměry a architektonická strohost však dokazují, že asyrské zdroje byly minimální.

## Problémy s datací
Podle Nabonidových popisů z Harranu, Aššur-etel-iláni vládl tři roky, ale v Nippuru byla nalezena smlouva, která je datována do čtvrtého roku jeho vlády. Proto se zdá, že se Aššurbanipalovým nástupcem stal roku 627 a vládl do roku 623. To pak ale vyvolává pochybnosti o následných událostech v asyrsko-babylonské válce.
 Zdá se tedy, že Aššur-etel-iláni nastoupil na trůn už před rokem 627 př. n. l. Někteří historici zastávají názor, že jeho vláda se překrývala s Aššurbanipalovou.